# Август Шведский
Карл Николаус Август Шведский и Норвежский (швед. Carl Nikolaus August av Sverige och Norge; 24 июня 1831, Дроттнингхольм — 4 марта 1873, Стокгольм) — принц Шведский и Норвежский, герцог Даларна, сын короля Оскара I и королевы Жозефины Лейхтенбергской.

## Биография
Август родился 24 июня 1831 года во дворце Дроттнингхольм на западе от Стокгольма. Он стал младшим сыном кронпринца шведского и норвежского Оскара и его жены Жозефины Лейхтенбергской, внучки императрицы Жозефины, супруги императора Наполеона I. Крёстным отцом новорождённого принца стал русский император Николай I. По этой причине, ему было дано имя Николаус. Но из-за антироссийских протестов в Швеции принц взял в качестве основного имени имя Август. Дети воспитывались в лютеранской вере, хотя их мать оставалась католичкой. Среди его педагогов были шведский философ Кристофер Яков Бострем и норвежский педагог Отто Оберт. Август рос воспитанным, но ленивым юношей. Он совершенно не интересовался культурой и не пользовался своим королевским положением, отдавая предпочтение простым людям, которые его понимали.
В 1846 году в возрасте 16 лет Август поступил в армию. В 1849—1853 годах учился в Уппсальском университете. 10 декабря 1851 года стал почетным членом шведской академии наук. Позже брал участие в военных сражениях и в 1872 году получил звание генерал-лейтенант от артиллерии. Принц не выделялся умом или способностями, в отличие от своих братьев и сестры Евгении, но был добрым и в чём-то оригинальным человеком. Например, он очень интересовался поездами и локомотивами. Один из первых поездов, сделанных в 1856 году был назван в честь принца. Поезд функционировал до 1906 года и сейчас находится в шведском железнодорожном музее.
После смерти в 1856 году старшего брата Августа Густава, отец продал принцу дворец Стернзунд. Август был очень весёлым человеком и по этой причине стал героем многочисленных анекдотов. Ко всему этому он любил выпить и при любой возможности произносил громкие тосты.
В 1864 году во время второго немецкого турне он навестил в Дюссельдорфе принцессу Терезу Саксен-Альтенбургскую, с которой впервые увиделся в 1852 году. После недели пребывания было объявлено о свадьбе. 16 апреля 1864 года в Альтенбурге 33-летний принц и 27-летняя принцесса Тереза вступили в брак. Она была дочерью Эдуарда Саксен-Альтенбургского и его супруги Амалии Гогенцоллерн-Зигмаринген. Принцессу описывали как маленькую хрупкую девушку с мягким выражение лица, у принцессы имелся музыкальный слух. Большой любви между супругами не было, но они смогли стать очень хорошими друзьями. Пара жила в гармонии, несмотря на то, что у Терезы иногда случались нервные срывы, а муж мало бывал дома, путешествуя по Швеции. Тереза сдружилась со своей золовкой Евгенией и часто навещала её в Готланде. Детей супруги не имели.
Принц Август умер 4 марта 1873 года после непродолжительной болезни в возрасте 41 года в королевском дворце в Стокгольме. Похоронен в Риддархольмской церкви. Тереза умерла в 1914 году.

## Курьезы
Так как принц Август был медлительным человеком, в народе о нём говорили, что он «Тупее, чем поезд!» («dummare än tåget»). Это выражение до сих пор живёт в шведском языке, хотя мало кто помнит откуда оно пошло. Сам Август говорил на это: «Они говорят, что я тупой, слышали бы они мою Терезу!» («Dom säger att jag är dum, men dom skulle bara höra min Thérèse!»)